# Nels Cline
Nels Cline (Los Angeles, 4 de janeiro de 1956) é um compositor e guitarrista norte-americano, atualmente guitarrista principal da banda de rock alternativo Wilco. O livro de David Carr "Torture-Free but Still a Rock Star" descreve Cline como "um dos melhores guitarrista de todos os gêneros." Foi considerado o 82º melhor guitarrista de todos os tempos pela revista norte-americana Rolling Stone.